# سترتفورد
سترتفورد  (بالإنجليزية: Stretford)‏ هي إحدى مدن مانشستر الكبرى في إنجلترا, تبعد حوالي 6.1 كم من الجنوب الشرقي لمركز مدينة مانشستر, 4.8 كم من جنوب الجنوب الشرقي لمدينة سالفورد و 6.8كم من شمال الشرقي لمدينة آلترينشام.

## التاريخ
كانت سترتفورد تابعة لمقاطعة لانكشير, طوال جزء كبير من القرن التاسع عشر، كانت سترتفورد قرية فلاحية.

## التعليم

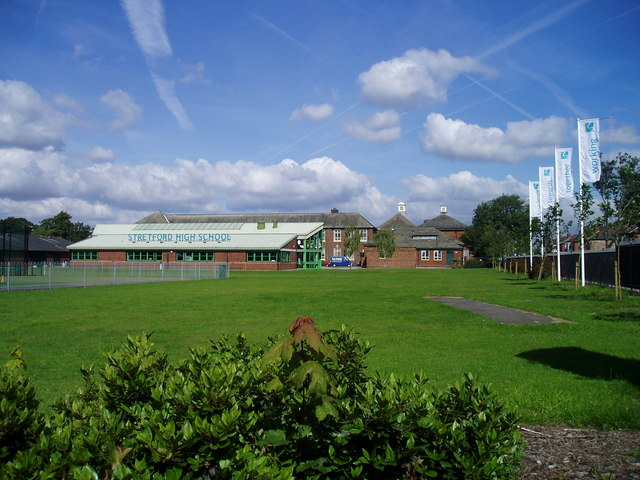
المدرسة العليا بسترتفورد في 2007

تعتبر المدرسة العليا بسترتفورد للغات من أبرز المعاهد في المدينة. و تضم المدينة أكثر من المعدل الوطني للطلبة المتحدثين غيرالإنجليزي كاللغة الأم.
في سنة 2004، شهد البرنامج التعليمي مراجعة بعد انتقادات بكونه غير ملائم مع حاجيات التلاميذ.

## الديانة
حسب إحصائيات المملكة المتحدة لسنة 2001، تنقسم ديانات سكان سترتفورد بالشكل التالي:
- %65 مسيحين
- %12 مسلمين
- %2 من السيخ
- ديانات أخرى لم تتجاوز 1%

علما أن 12% من السكان بدون ديانة.

## الرياضة
احتضنت مدينة سترتفورد نادي مانشستر يونايتد حتى سنة 1910 قبل أن ينتقل النادي إلى ملعب أولد ترافورد.

## المشاهير
- إين كيفين كورتيس (15 جويلية 1956 - 18 ماي 1980) مغن وكاتب غنائي أنجليزي، اشتهر في المجموعة جوي ديفيجن.

## أعلام
- جون شيريدان
- جوزيف بانكروفت
- جاي كاي
- داني وايتهيد
- تيد كونور
- توني لويد
- تيم كارتر